# ポラツズマブ ベドチン
ポラツズマブ ベドチン（Polatuzumab vedotin）は、がん治療用に設計された抗体薬物複合体（ADC）である。米国食品医薬品局は2019年6月、ベンダムスチンおよびリツキシマブとの併用によるびまん性大細胞型B細胞リンパ腫（DLBCL）の治療薬としてポラツズマブ ベドチンを承認した。日本では2021年3月に再発または難治性のDLBCLに対して承認され、同年12月には未治療のDLBCLに対する適応拡大が申請された。

## 効能・効果
再発または難治性のびまん性大細胞型B細胞リンパ腫

## 副作用
重大な副作用として、
- 骨髄抑制（67.2%）
  - 好中球減少（47.5%）、発熱性好中球減少症（4.9%）、血小板減少（35.2%）、貧血（28.7%）、白血球減少（14.8%）、リンパ球減少（13.1%）等
- 感染症（21.3%）

重篤な肺炎及び敗血症等、日和見感染を含む感染症
- 末梢性ニューロパチー（20.5%）
  - 末梢性ニューロパチー（13.1%）、末梢性感覚ニューロパチー（9.0%）、末梢性運動ニューロパチー（0.8%）等
- 注入時反応（29.5%）

嘔吐、発疹、発熱、悪寒、紅潮、呼吸困難、低血圧等
- 腫瘍崩壊症候群（2.5%）
- 進行性多巣性白質脳症（PML）

意識障害、認知機能障害、麻痺症状（片麻痺、四肢麻痺）、構音障害、失語等
- 肝機能障害（10.7%）

トランスアミナーゼやビリルビン値の上昇等
が知られている。
10%以上に見られる他の副作用としては、発疹、悪心、下痢、便秘、嘔吐、食欲減退、発熱、疲労が挙げられている。

## 化学的特徴
ポラツズマブ ベドチンは抗体薬物複合体であり、抗体（糖タンパク質）1分子あたり3～4分子のベドチンがCys残基に結合している:4。ベドチン基の分子式は C68H106N11O15、抗体の分子式は 軽鎖（C1040H1616N276O349S5）、重鎖（C2182H3385N579O669S15：主成分）で、全体の分子量は約153,000である:5。

## 承認
2019年6月、米国において、少なくとも2回の前治療後に進行または再発したびまん性大細胞型B細胞リンパ腫（DLBCL）の成人患者の治療として、化学療法剤ベンダムスチンおよびリツキシマブ製剤との併用（「BR療法」と呼ばれる）が承認された。Polatuzumab vedotinは新規の抗体薬物複合体であり、DLBCLは非ホジキンリンパ腫の中で最も一般的なタイプである。化学療法剤ベンダムスチンおよびリツキシマブとの併用するポラツズマブ ベドチンに加速承認が付与された。今後、ポラツズマブ ベドチンの臨床的有用性を検証し、記述するために更なる臨床試験が必要とされている。また、画期的治療薬指定、優先審査指定、希少疾病用医薬品指定を受けている。
2020年1月には、欧州連合における医療用医薬品として承認された。欧州医薬品庁（EMA）は、2018年4月にポラツズマブ ベドチンを希少疾病用医薬品に指定した。
2021年3月には、日本で再発または難治性のDLBCLに対して承認された。

## 臨床試験
米国での承認根拠となった臨床試験は、NCT02257567である。この臨床試験は主に米国、カナダ、欧州、アジアで実施され、先行治療後に再発または改善が見られないリンパ腫の患者が対象となった。
日本の承認申請資料には、再発または難治性のDLBCLを対象とした海外第Ib/II相多施設共同臨床試験（GO29365試験）や、ポラツズマブ ベドチン+BR療法について有効性および安全性を検討した国内第II相多施設共同単群臨床試験（JO40762／P-DRIVE試験）等の成績が含まれている。
GO29365試験の第II相部分では、主要評価項目である最終投与後6～8週時点におけるPET-CTを用いた完全奏効割合は、Pola＋BR療法群では40.0％（16/40例）（95％信頼区間：24.9～56.7％）、BR療法群では17.5％（7/40例）（95％信頼区間：7.3～32.8％）であった。

## 参考資料
1. ↑  “Polivy Australian prescription medicine decision summary”. Therapeutic Goods Administration (TGA) (2019年12月13日). 2020年8月23日閲覧。
2. ↑  “Polivy- polatuzumab vedotin injection, powder, lyophilized, for solution”. DailyMed (2019年11月14日). 2020年8月23日閲覧。
3. 1 2 3  “Polivy EPAR”. European Medicines Agency (EMA) (2020年1月27日). 2020年3月8日閲覧。
4. 1 2 3 4  “ポライビー点滴静注用30mg／ポライビー点滴静注用140mg 添付文書”. www.info.pmda.go.jp. 2021年12月27日閲覧。
5. ↑  Statement On A Nonproprietary Name Adopted By The USAN Council - Polatuzumab Vedotin, American Medical Association - Needs login/subscription.
6. 1 2 3 4 5 6  "FDA approves first chemoimmunotherapy regimen for patients with relapsed or refractory diffuse large B-cell lymphoma". U.S. Food and Drug Administration (FDA) (Press release). 10 June 2019. 2019年11月25日時点のオリジナルよりアーカイブ。2019年11月24日閲覧。 この記述には、アメリカ合衆国内でパブリックドメインとなっている記述を含む。
7. 1 2  “Drug Trials Snapshots: Polivy”. U.S. Food and Drug Administration (FDA) (2019年6月17日). 2019年11月25日時点のオリジナルよりアーカイブ。2019年11月24日閲覧。 この記述には、アメリカ合衆国内でパブリックドメインとなっている記述を含む。
8. 1 2 3 4  “2021年03月23日｜ポライビー、再発又は難治性のびまん性大細胞型B細胞リンパ腫に対し承認を取得｜ニュースリリース｜中外製薬”. 中外製薬企業情報サイト. 2021年12月27日閲覧。
9. ↑  “2021年12月10日｜ポライビー、未治療のびまん性大細胞型B細胞リンパ腫に対し適応拡大申請｜ニュースリリース｜中外製薬”. 中外製薬企業情報サイト. 2021年12月27日閲覧。
10. 1 2  “ポライビー点滴静注用30mg／ポライビー点滴静注用140mg インタビューフォーム”. www.info.pmda.go.jp. 2021年12月27日閲覧。
11. ↑  臨床試験番号 NCT02257567 研究名 "A Study of Polatuzumab Vedotin (DCDS4501A) in Combination With Rituximab or Obinutuzumab Plus Bendamustine in Participants With Relapsed or Refractory Follicular or Diffuse Large B-Cell Lymphoma" - ClinicalTrials.gov